# Embee
Magnus Bergkvist conhecido como Embee é um DJ e também um produtor musical sueco. Ele nasceu em 24 de fevereiro de 1977 em Badelunda, (Västerås, Vestmânia) na Suécia. Ele é melhor conhecido pelo trabalho dele com o grupo sueco de hip hop, Looptroop Rockers. O primeiro álbum dele Tellings from Solitaria ganhou o Grammis (maior prêmio da Suécia) por Melhor hip hop ou soul lançado em 2004.
Há colaborações que incluem Capleton, Dilated Peoples, Saïan Supa Crew, José González, Jojje Wadenius para citar alguns.

## Discografia
- 2013: Machine Park Jogger (EP)
- 2010: The Mellow Turning Moment (álbum)
- 2010: Upside Down (single)
- 2009: A Day at a Time (single)
- 2009: Dom Trevande Åren
- 2009: Retty
- 2007: Barney Bilen
- 2006: Mash Hits
- 2004: Tellings From Solitaria (álbum)
- 2005: Send Somone Away feat. José González (single)
- 2004: Not Tonite (single)
- 2000: Embeetious Art EP
- 1998: The Way Beyond Mixtape 1998
- 1995: Way Beyond Mixtape

Para trilha sonora
- 2009: I Taket Lyser Stjärnorna
- 2006: Friendly Fire
- 2004: Quality Control
- 2001: Festival
- 2000: Jalla, Jalla